# Hugo Page
Hugo Page (ur. 24 lipca 2001 w Chartres) – francuski kolarz szosowy.

## Osiągnięcia
Opracowano na podstawie:

2018
- 1. miejsce w La Bernaudeau Junior
- 1. miejsce w Tour des Portes du Pays d’Othe
  - 1. miejsce w klasyfikacji młodzieżowej
  - 1. miejsce na 2. etapie (jazda drużynowa na czas)
- 1. miejsce na etapie 3a Tour du Pays de Vaud

2019
- 2. miejsce w Route des Géants
- 1. miejsce w mistrzostwach Francji (jazda indywidualna na czas)
- 1. miejsce w Chrono des Nations juniorów

2022
- 3. miejsce w Binche-Chimay-Binche

2023
- 2. miejsce w Cadel Evans Great Ocean Road Race

## Rankingi
| Rok             | 2020  | 2021  | 2022 | 2023 | 2024 |
| --------------- | ----- | ----- | ---- | ---- | ---- |
| World Ranking   | 1595. | 1175. | 297. | 155. | 248. |
| UCI Europe Tour | 1188. | 866.  | 238. | -    | -    |
|                 |       |       |      |      |      |
| Źródło: UCI     |       |       |      |      |      |